# Don Carlos (dramat)
Don Carlos – dramat wierszem w pięciu aktach autorstwa Friedricha Schillera, pisany w latach 1783–1787.
Bohater tytułowy to Don Carlos, książę Asturii, syn hiszpańskiego króla Filipa II, panującego w drugiej połowie XVI wieku. Dramat jest oparty na historycznych wydarzeniach bardzo luźno - prawdziwy Don Carlos był obłąkanym nieszczęśnikiem, na którego zdrowiu psychicznym mściły się wieki małżeństw między spokrewnionymi Habsburgami (miał np. tylko sześciu prapradziadków zamiast maksymalnych szesnastu), a nie nękanym przez dwór idealistą zakochanym w odebranej mu przez ojca narzeczonej. Mimo to większość osób dramatu stanowią postaci historyczne – z ważniejszych wymyślony przez Schillera jest tylko markiz Posa, mało znaczący z początku przyjaciel infanta, okazujący się pod koniec być może najważniejszym bohaterem Don Carlosa jako inteligentny i altruistyczny wyraziciel liberalnych poglądów autora.
Na podstawie sztuki napisano kilka oper, z których najbardziej znany jest Don Carlos, francuska opera Giuseppe Verdiego.

## Treść

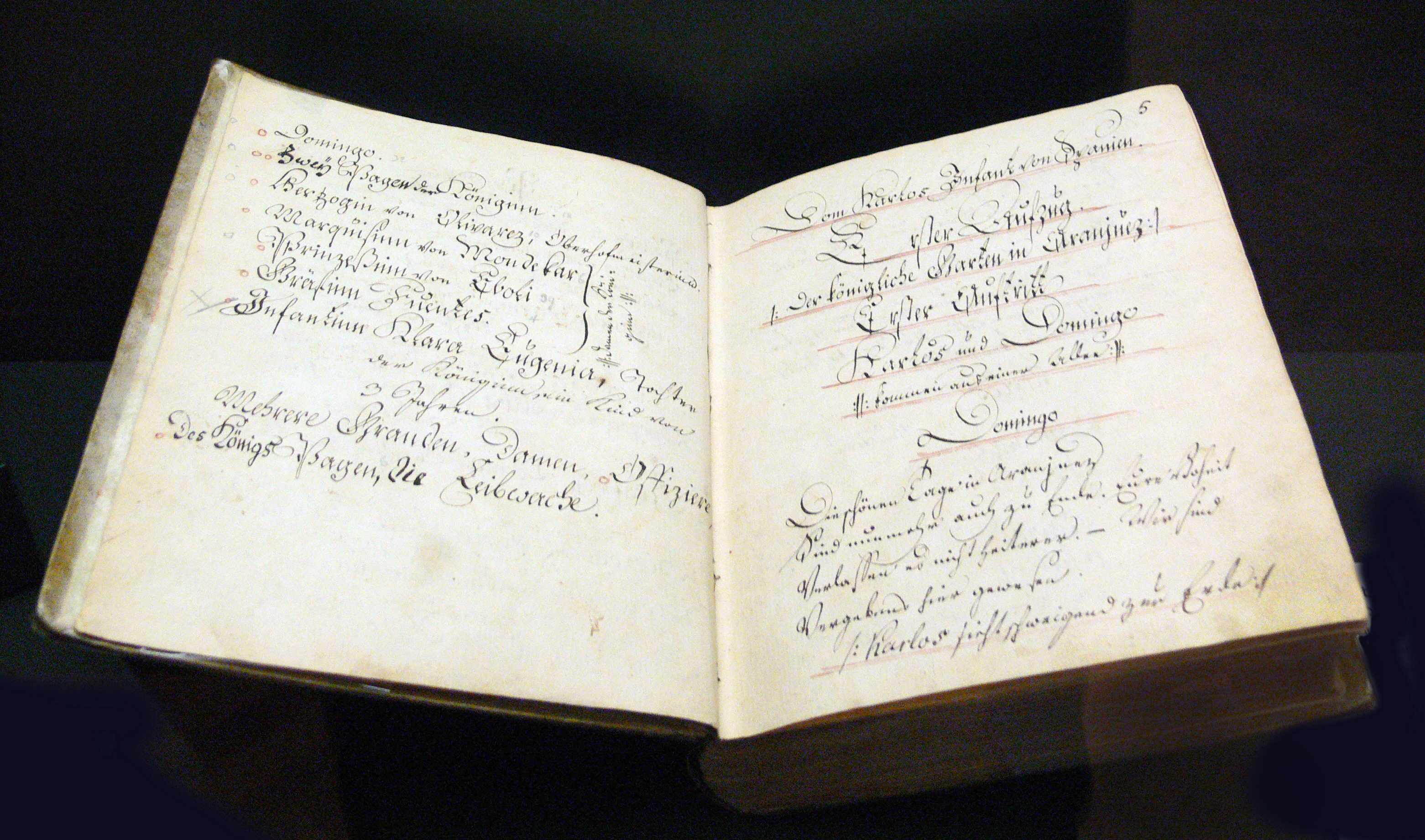
Tekst suflera z prapremiery sztuki

### Osoby
- Filip II, król Hiszpanii
- Elżbieta de Valois, jego żona
- Don Carlos, następca tronu
- Aleksander Farnese, książę Parmy, siostrzeniec króla
- Infantka Klara Eugenia, dziecko trzyletnie
- Księżna Olivarez, ochmistrzyni
- Damy dworu królowej:
  - Markiza Mondekar
  - Księżniczka Eboli
  - Hrabina Fuentes
- Grandowie hiszpańscy:
  - Markiz Posa, kawaler maltański
  - Książę Alba
  - Hrabia Lerma, naczelnik gwardii przybocznej
  - Książę Feria, kawaler Złotego Runa
  - Książę Medina Sidonia, admirał
  - Don Raymond Taxis, naczelnik poczt
- Ojciec Domingo, spowiednik króla
- Wielki Inkwizytor
- Przeor klasztoru kartuzów
- Paź królowej
- Don Ludwik Merkado, lekarz królowej
- więcej dam i grandów, paziowie, oficerzy, strażnicy i inni

## Przekłady polskie[1]
1. W. Merlini: Don Carlos. – Wilno : J. Zawadzki, 1842
2. Michał Budzyński (1811-1864): Dzieła dramatyczne Fryderyka Szyllera, wydał J. N. Bobrowicz. T. 2 (wyd. w 4 tomach). – Lipsk : Księgarnia Zagraniczna, 1844 ; Wyd. II : Don Karlos (wierszem), przekł.  M. B. – Bruxella : Zygmunt Gerstmann, 1862. (Dzieła Dramatyczne Fryderyka Schillera ; t. 2) (Biblioteka domowa : zbiór najlepszych utworów piśmiennictwa polskiego dawnych i nowych ; t. 13)
3. ?: Fryderyka Schillera Dzieła poetyczne i dramatyczne, zebrał i wydał Albert Zipper. – Lwów : Nakł. Księgarni H. Altenberga, [1885]. T. 1. (edycja 6 tomowa)  ; Wyd. II: Fryderyka Schillera Dzieła poetyczne i dramatyczne, zebrał i wydał Albert Zipper. – Stanisławów : Nakł. Włodzimierza Doboszyńskiego, [1906]. T. 1 (edycja 6 tomowa)
4. Jan Kanty Turski (1833-1870): Don Karlos. – Kraków : J. Bensdorf, 1865 ; Wyd. II: Tarnów : M. Fenichl, 1878
5. Lucjan Bylczyński: Don Karlos. – Stanisławów : Wyd. Nakł. własnym, 1846
6. ?: Don Carlos. – Lwów : Księgarnia Polska A. D. Bartoszewicza, 1885. (Biblioteka Mrówki ; 222-224) ; Wyd. II: tamże, 1925
7. Jan Kasprowicz (1860-1926): Don Karlos. – Lwów, 1895 [rkps.]
8. Konstanty Goniewski: Don Karlos. Infant hiszpański. Poemat dramatyczny. – Złoczów : W. Zukerkandl, [1896]. (Biblioteka Powszechna) ; Wyd. II: Dzieła wybrane. T. 2, wybór trzytomowy pod red. B. Płaczkowskiej, wstęp i przypisy Adolf Sowiński. – Warszawa : PIW, 1955 ; Wyd. III: Wybór pism. T. 2 (wyd. w 2 t.). – Warszawa : PIW, 1975. (Biblioteka Klasyki Polskiej i Obcej)
9. Kazimiera Iłłakowiczówna (1892-1983): Don Karlos. Infant hiszpański. – Warszawa : Gebethner i Wolff, 1933. (Biblioteka Uniwersytetów Ludowych i Młodzieży Szkolnej ; 112) ; Wyd. II: 1935 ; Wyd. III: Don Carlos. – Warszawa : PIW, 1954
10. Zbigniew Krawczykowski (?-1985) : Dzieła wybrane, wybór, wstęp i oprac. Stefan H. Kaszyński. – Warszawa : PIW, 1985 ; Wyd. II: Dzieła wybrane, wybór, wstęp i oprac. Stefan H. Kaszyński. T. 2 (wydanie w 2 t.). – Poznań : Wydaw. Poznańskie, 2006